# Marokkó
Marokkó (hivatalos nevén Marokkói Királyság) arab állam Északnyugat-Afrikában. Az Atlanti-óceán partján fekszik, és a Gibraltári-szorostól kezdődően a Földközi-tengerrel is határos. Szárazföldi szomszédja északon Spanyolország (Ceuta, Melilla), keleten Algéria, délen Nyugat-Szahara, amely marokkói megszállás alatt áll.
Hivatalos nyelvei az arab és a berber, de a franciát is széles körben beszélik. A marokkói kultúra az arab, berber, afrikai és európai kultúrák keveréke. Közigazgatási-politikai fővárosa Rabat, legnagyobb városa és gazdasági központja pedig Casablanca. 
A 20. században ideiglenesen francia és spanyol protektorátus alatt állt.
1956 óta független, és az 1992-es alkotmány értelmében alkotmányos monarchia. A 21. században az emberi és polgári jogok terén elért csekély előrelépés ellenére a király továbbra is részben tekintélyuralmi módon irányítja az országot. Mindenekelőtt a szólásszabadság még ma is erősen korlátozott, a sugárzott médiát az állam uralja, és a nők sem teljes jogú tagjai a társadalomnak.
Nyugat-Szahara területét zömmel megszállva tartja, amelyet déli tartományaként igazgat. Ezen túl igény tart Ceuta, Melilla spanyol exklávéira, valamint számos, a partjai előtt fekvő, spanyol ellenőrzés alatt álló kis szigetre.
2020 táján Afrika ötödik legnagyobb gazdaságával rendelkezik, és jelentős befolyással Afrikában és az arab világban egyaránt; a globális ügyekben pedig középhatalomnak számít. Tagja az ENSZ-nek, a frankofón államoknak, az Arab Ligának, a Mediterrán Uniónak és az Afrikai Uniónak.

## Etimológia
Az ország neve a középkori Morroch latin névből ered, amely pedig Marrákes város nevéből származik, amely az Almorávida-dinasztia és az Almohád-kalifátus alatt a fővárosa volt. A Marrákes név eredete vitatott, de valószínűleg a berber amur (n) akush (tifinag írással: ⴰⵎⵓⵔ ⵏ ⴰⴽⵓⵛ) szavakból származik, jelentése: Isten földje.
Az iszlám világ más részein, például az egyiptomi és közel-keleti arab irodalomban a 20. század közepe előtt a Marokkóra általánosan használt név a Marrákes (مراكش) volt.

## Földrajz

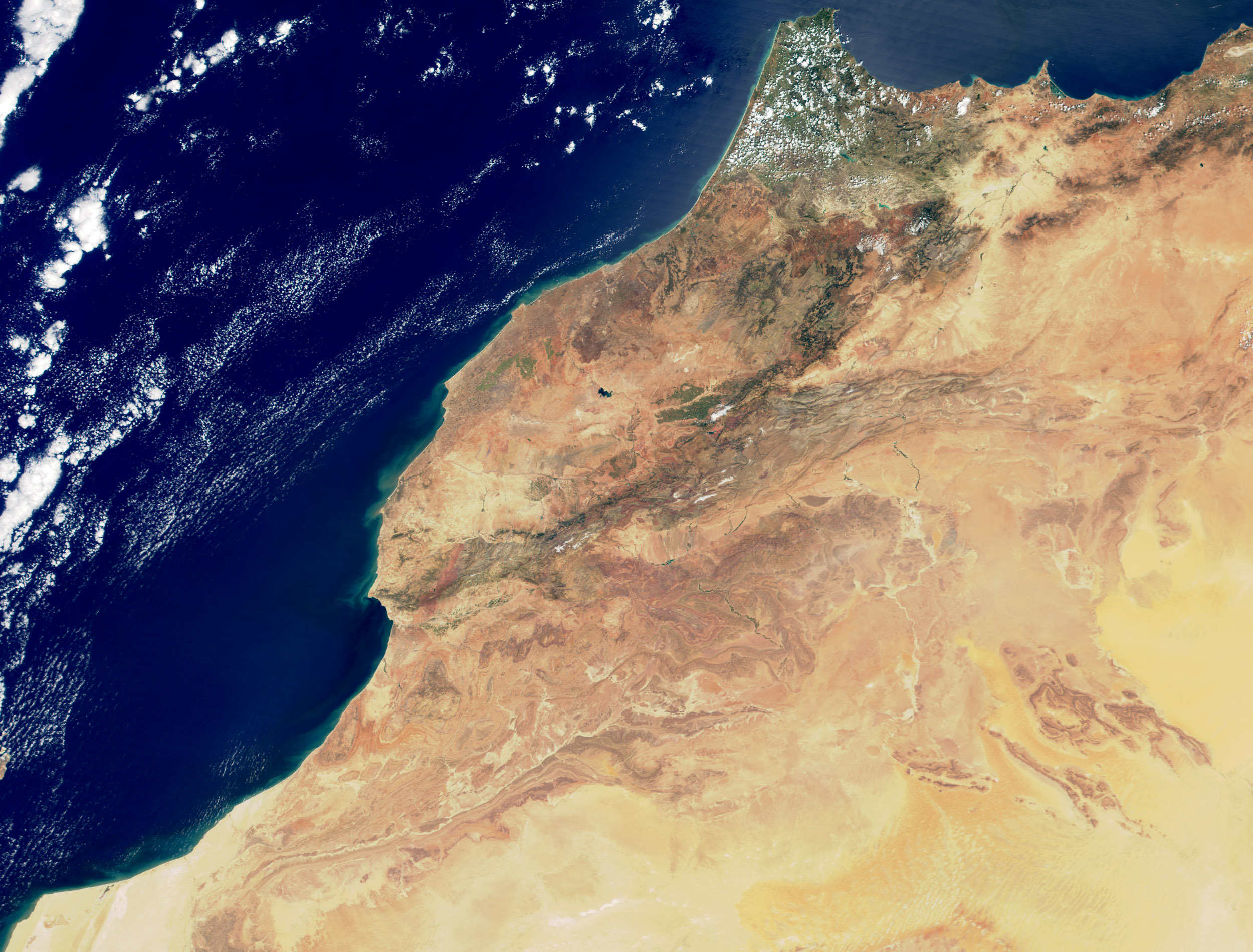
Műholdfelvétel

| \| A l g é r i a Nyugat-Szahara Agadir Casablanca Fez Kenitra Marrákes Meknesz Vuzsda Rabat Szafi Tanger Tetuán Atlanti-óceán Földközi-tenger Toubkal Középső-Atlasz Magas-Atlasz Anti-Atlasz R i f - hgy. \| \| térkép szerkesztése \| |
| A l g é r i a Nyugat-Szahara Agadir Casablanca Fez Kenitra Marrákes Meknesz Vuzsda Rabat Szafi Tanger Tetuán Atlanti-óceán Földközi-tenger Toubkal Középső-Atlasz Magas-Atlasz Anti-Atlasz R i f - hgy.                                 |
| térkép szerkesztése |

### Domborzat

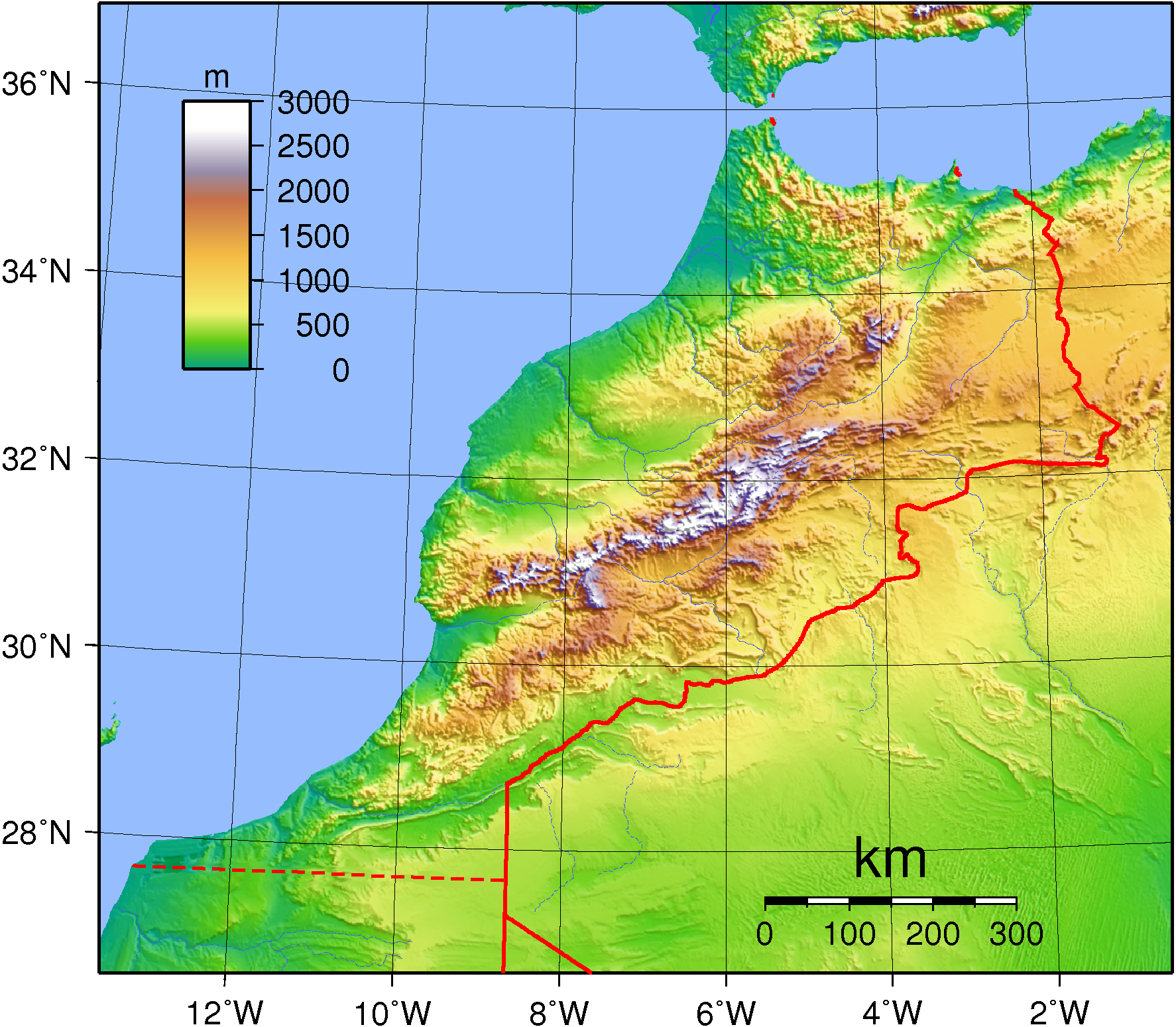
Domborzati térkép

Felszínét a fiatal Eurázsiai-hegységrendszerhez tartozó Atlasz vonulatai hálózzák be. Északon a Rif-hegység előterében termékeny parti síkság húzódik. A Rif-hegység dél felé a Szebu-medencére (Sebu, Sebou) tekint. Az óceán felé fokozatosan szélesedő medencéhez délen az átlagosan 70 km széles atlanti parti síkság csatlakozik. Mögötte a Marokkói Mezeta fennsíkja terül el (meseta=fennsík). 
A 600–1300 m magas Marokkói-Mezetát keletről a Középső-Atlasz vonulatai határolják. Ettől délebbre az ország legmagasabb csúcsát hordozó Magas-Atlasz, majd a legdélebben húzódó Antiatlasz vonulatai következnek. A hegyvonulatok dél-délkeleti irányban, azaz a Szahara félsivatagos, sivatagos részei felé lejtenek.
Az ország legmagasabb csúcsai a Magas-Atlaszban a Túbkal (4167 m), a Középső-Atlaszban a Dzsebel Bou Naceur (3340 m), az Anti-Atlaszban a Dzsebel-Szirva (3304 m).

### Vízrajz
A Földközi-tenger partján több öböl és fok található, míg az atlanti part kevésbé tagolt. Marokkótól északra húzódik a Gibraltári-szoros. Ennek forgalmát elvileg Marokkóból is lehet ellenőrizni, így e hely stratégiailag ma is jelentős. 
A jelentősebb folyók: Mulúja (Moulouya), Szebu (Sebou), Draa, Oum er-Rbia. Ezek csak télen és kora tavasszal bővizűek, nyáron pedig közel vannak a kiapadáshoz.

### Éghajlat
Partvidéke mediterrán éghajlatú, az Atlasz hegység láncai között elterülő medencék szubtrópusi sztyepp éghajlatúak, a Szaharához tartozó déli területein pedig sivatagi éghajlat alakult ki.
Mediterrán klímaterülete az Atlanti-óceán partvidékén hűvös nyarú a hideg Kanári-áramlás hatására (augusztusban pl. Casablanca partvidékén a vízhőmérséklet csak 18-19 °C, míg a Földközi-tenger partvidékén 23-24 °C). Az atlanti partokon a legmelegebb hónap középhőmérséklete mindössze 19-21 °C, szemben a Földközi-tenger partvidékére jellemző 25-26 °C-os értékekkel. A leghidegebb hónap középhőmérséklete 12-16 °C között változik. A hűvösebb atlanti partvidék száraz, az évi átlagos csapadék 100–500 mm, míg a földközi-tengeri partokon 400–700 mm esik. Az évi csapadék nagy része novembertől márciusig hull le, a nyár esőtlen. 
A szubtrópusi sztyepp klímaterületén a hőmérséklet évi járása szélsőséges, forró nyár és viszonylag hűvös tél jellemző. A legmelegebb hónap középhőmérséklete 25-30 °C, a leghidegebbé 5-10 °C között változik. Az abszolút maximumok 46-48 °C-ig emelkednek, de télen gyakran -10 °C alá süllyed a hőmérséklet. A sztyepp területek átlagos évi csapadéka 100–300 mm rövid téli csapadékos és hosszú nyári száraz évszakkal.
Az ország déli sivatagi részein a legmelegebb hónap középhőmérséklete 30-35 °C, a leghidegebbé 8-10 °C. A hőmérséklet abszolút csúcsértékei 48-50 °C-ot érnek el, de télen -5, -10 °C-os fagyok is előfordulnak. Az évi csapadék mindössze 50–150 mm, ez majdnem kizárólag a hűvös téli félévben hull le. 
Az Atlasz hegység területén hegyvidéki éghajlat alakult ki. A legmagasabb csúcsokat az év nagy részében hó fedi. A Középső-Atlaszban, 1635 méter tengerszint feletti magasságban található Ifranban mérték az afrikai kontinens legalacsonyabb hőmérsékletét, -23,9 °C-ot, 1935. február 11-én.

### Élővilág, természetvédelem

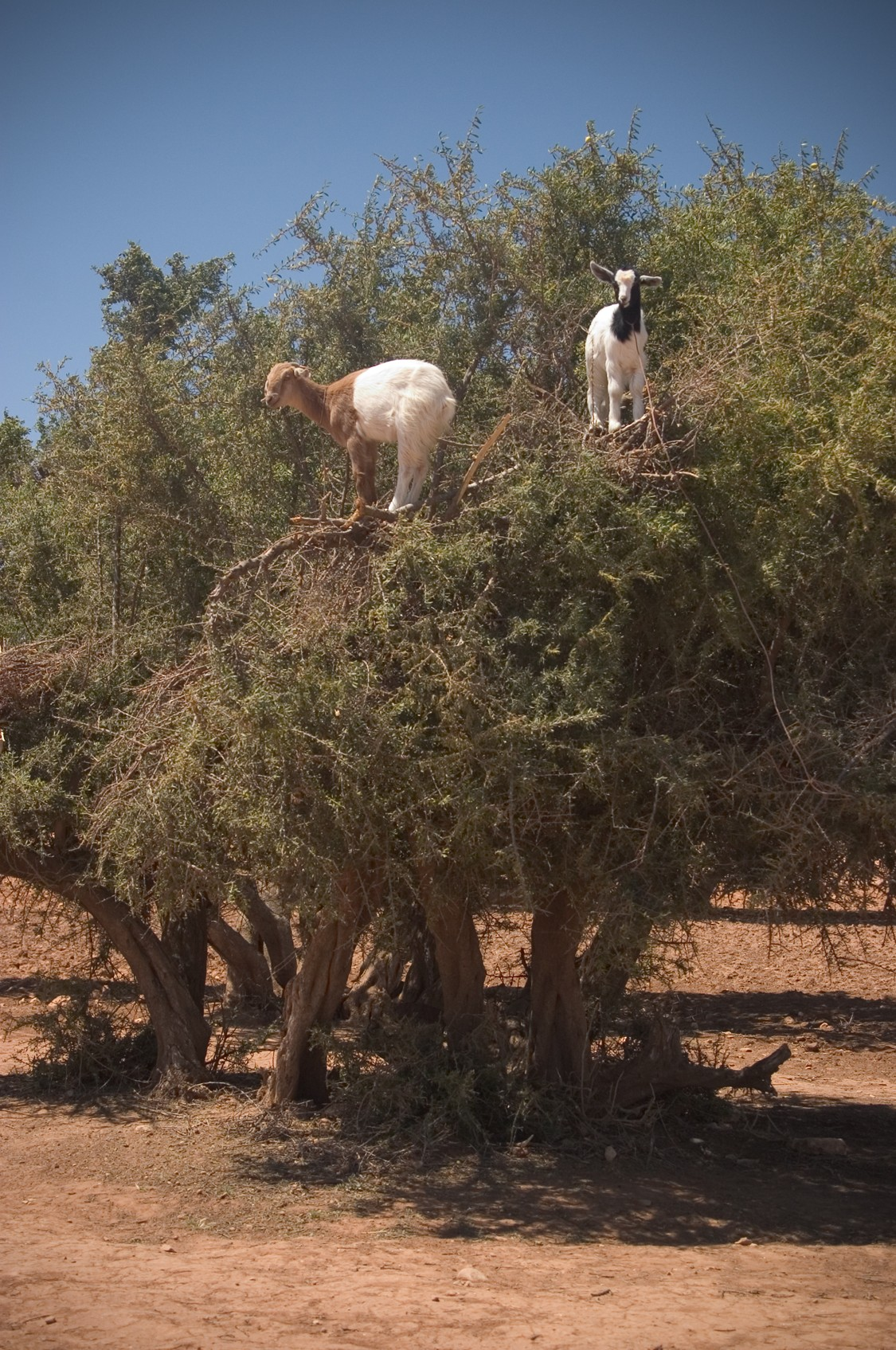
Kecskék az argánfán

Marokkó élővilága változatos, különösen madárvilága nevezetes. A növényvilágban a mediterrán és a félsivatagi, sivatagi növényzetet az Atlasz-hegység választja el egymástól.
A mediterrán területeken természetes növényzet a keménylombú erdő. Állományalkotó fái mészkövön a magyaltölgy, szilikátkőzeten a paratölgy. A tölgyek mellett megtalálhatók az aleppóifenyők is. 
1500-2000 méter tszfm. felett mediterrán tűlevelű erdők találhatók. Ezek részben lakkciprus és boróka alkotta erdők, részben tengerpartifenyő-, Atlasz-cédrus- és jegenyefenyő-erdők. A Rif-hegységben e magasságban lombhullató tölgyesek, pl. ibériai tölgy is vannak. A száraz fennsíkokon , déli lejtőkön száraz borókások és halfafűgyepek nőnek. Dél felé törpecserjékből, pozsgás növényekből és egyéves fajokból (pl. aggófű)
álló félsivatagok váltakoznak. Akáciák alkotta nyílt cserjések főleg a vádikban vannak. A sós félsivatagokban ballagófű, sóballa (Suaeda), sóvirág nő. A sivatag oázisaiban datolyapálma-csoportok élnek. 
A főemlősök közül itt él a berber makákó, a ragadozók közül a sivatagi róka, a homoki róka és a szervál. A párosujjú patásokat a berber szarvas, a sörényes juh, a vörös tehénantilop, a dorkász és a homoki gazella képviseli. A rágcsálók közül jellegzetesek az ugró- és a versenyegerek. Jellemző madara a kihalás szélén álló tarvarjú, illetve a márványos réce, a kékcsőrű réce, a barátkeselyű, a pusztai sas és a túzok.  Az utolsó vadon élő berber oroszlánt 1922-ben lőtték ki.

### Nemzeti parkjai
- Bas Draa Nemzeti Park – sivatagokból és homokos völgyekből áll. Hivatalosan él itt a gepárd, sivatagi hiúz, valamint méhészborz.
- Dakhla Nemzeti Park – Nyugat-Szahara területén
- D'Iriqui Nemzeti Park – Dél-Marokkóban, Algéria határánál. Sivatagos, de részben fás sztyeppe és szavanna, egyes területeket tamariska borít. Különféle hüllők, gyíkok, kaméleonok, gekkók élnek itt.
- el-Houceima (Al Hoceima) Nemzeti Park a Földközi-tenger partján;
- Khenifiss Nemzeti Park – Délnyugat-Marokkóban, Tan-Tan és Tarfaya között lévő természetvédelmi terület.
- Ifrane Nemzeti Park – cédruserdő az Atlasz-hegységben; itt él a berber makákó
- Magas-Atlasz Nemzeti Park – becsült területe 49 ezer hektár; él itt sörényes juh, edmi gazella, különféle madarak, kétéltűek, hüllők; továbbá elméletileg leopárd is.
- Souss-Massa Nemzeti Park – Agadirtól délre, az Atlanti-óceán partvidékén,
- Túbkál Nemzeti Park – Marrákes közelében hagyományos életmódot folytató falvakkal;
- Talassemtane Nemzeti Park – a Rif-hegységben; erdők, látványos sziklás tájak és szurdokok vannak itt, berber makákóval és különféle madárfajokkal.
- Tazekka Nemzeti Park – az Atlasz-hegység közepén; csíkos hiéna és hivatalosan leopárd is él itt

#### Egyéb védett terület
- Arganeraie Bioszféra Rezervátum – Az argánfa csak Marokkóban él, de ott egyes vidékeken egész erdőt alkot. Ahol él, ott a helyi lakosság életében nagy szerepet tölt be. Terméséből sajtolt olaj a kozmetikai iparnak is alapanyaga. A bioszféra rezervátum így nem csak érintetlen területekre, hanem hagyományos életmódot folytató emberi településekre is kiterjed. A bioszféra rezervátumnak része
- A Mulúja folyó torkolatánál lévő mintegy 5 km²-es park madártelep, ahol kétéltűek is élnek

## Történelem

### Iszlám előtt
A mai Marokkó területe a neolitikum óta lakott. Akkoriban a vidék kevésbé volt száraz, mint manapság. Elterjedt elmélet szerint az amazigh nép (akiket szokás berbernek nevezni) érkeztével terjedt el a földművelés a régióban. Az ókorban a mai Marokkót Mauretania néven említették, ami nem keverendő össze a mai Mauritánia országgal.
A legnyugatibb arab ország, Marokkó története a közel ezer esztendős föníciai hódítással kezdődött. Az i. e. 12. században létesültek a nagy tengerparti városok (Tanger, Szale, Casablanca). A föníciai fennhatóságnak a római légiók érkezése vetett véget, akik az i. sz. 42-ben a tengerparttól távol eső, belső területeket is meghódították. A vandálok uralma (429 – 534) után a terület a 6. században a Bizánci Birodalom része lett.

### Középkori dinasztiák

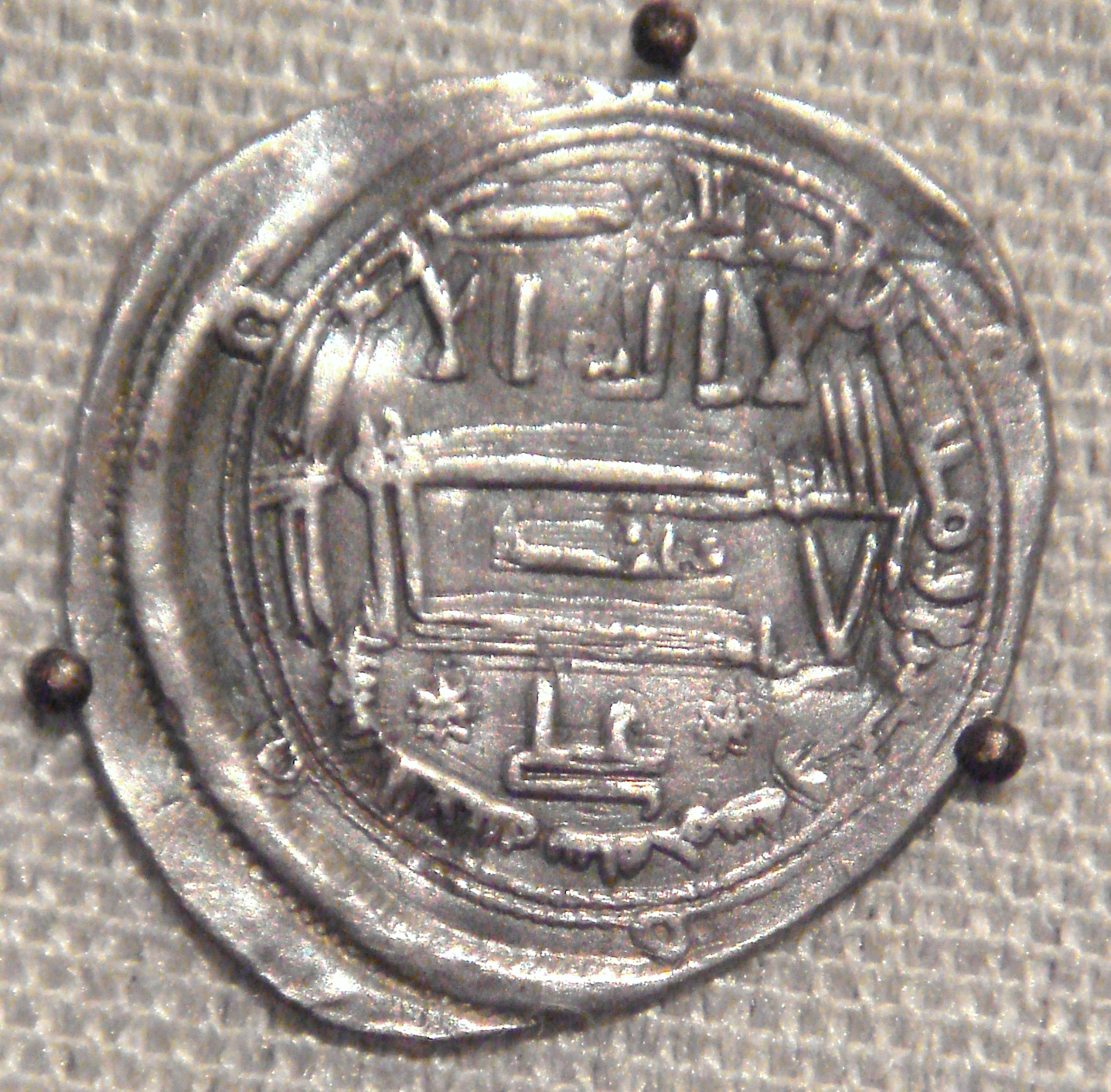
Pénzérme 840-ből

A 7. században zajlott az iszlám gyors terjeszkedése. Észak-Afrika parti síkságát 670-ben érték el az első iszlám hódítók Uqba ibn Nafi parancsnoksága alatt. Ő a damaszkuszi Omajjád kalifák szolgálatában állt. Követeket küldött a mai Marokkó területére 683-ban. Ezek a követek támogatták a berberek asszimilációját, ami nagyjából egy évszázad alatt lezajlott. A berberek kis államokat, királyságokat alapítottak. Hosszú háborúskodás után Idrisz ibn Abdallah megalapította az arab idriszida dinasztiát és az ország lerázta magáról a távoli bagdadi abbaszida kalifák és az Andalúziában uralkodó Omajjád kalifák fennhatóságát. Az idriszidák fővárosa Fez volt, Marokkó kulturális központtá vált és jelentős regionális hatalommá.
Az idriszidák 11. századi bukása után az arab telepesek elvesztették politikai hatalmukat Marokkó térségében. Berber dinasztiák uralkodtak országszerte. Az almorávidák, az almohádok, a marínidák, végül a szaadita dinasztia uralma alatt Marokkó hatalmában volt Északnyugat-Afrika legnagyobb része, valamint az iszlám Hispania, más néven Andalúzia.
A 15. században kezdődött a spanyol és portugál hódítás, tengerparti településeket foglaltak el.
A szaaditák után az arab alavita dinasztia kezébe került fokozatosan a hatalom. Marokkónak szembe kellett néznie Spanyolország és a nyugat felé terjeszkedő Török Birodalom hódító törekvéseivel. Az alaviták sikeresen stabilizálták helyzetüket. Királyságuk kisebb volt elődeinél, de megőrizték gazdagságukat. 1684-ben visszafoglalták Tangert.
Marokkó volt az első ország, amely elismerte az Amerikai Egyesült Államok függetlenségét 1777-ben. Az amerikai függetlenségi háború kezdetén az Atlanti-óceánon vitorlázó amerikai kereskedelmi hajók a barbár kalózok célpontjává váltak. Az amerikai követek  ez ellen védelmet kértek az európai hatalmaktól, de nem kaptak. 1777. december 20-án III. Mohammed marokkói szultán rendelettel vette védelmébe az amerikai hajókat és garantálta biztonságos útjukat.

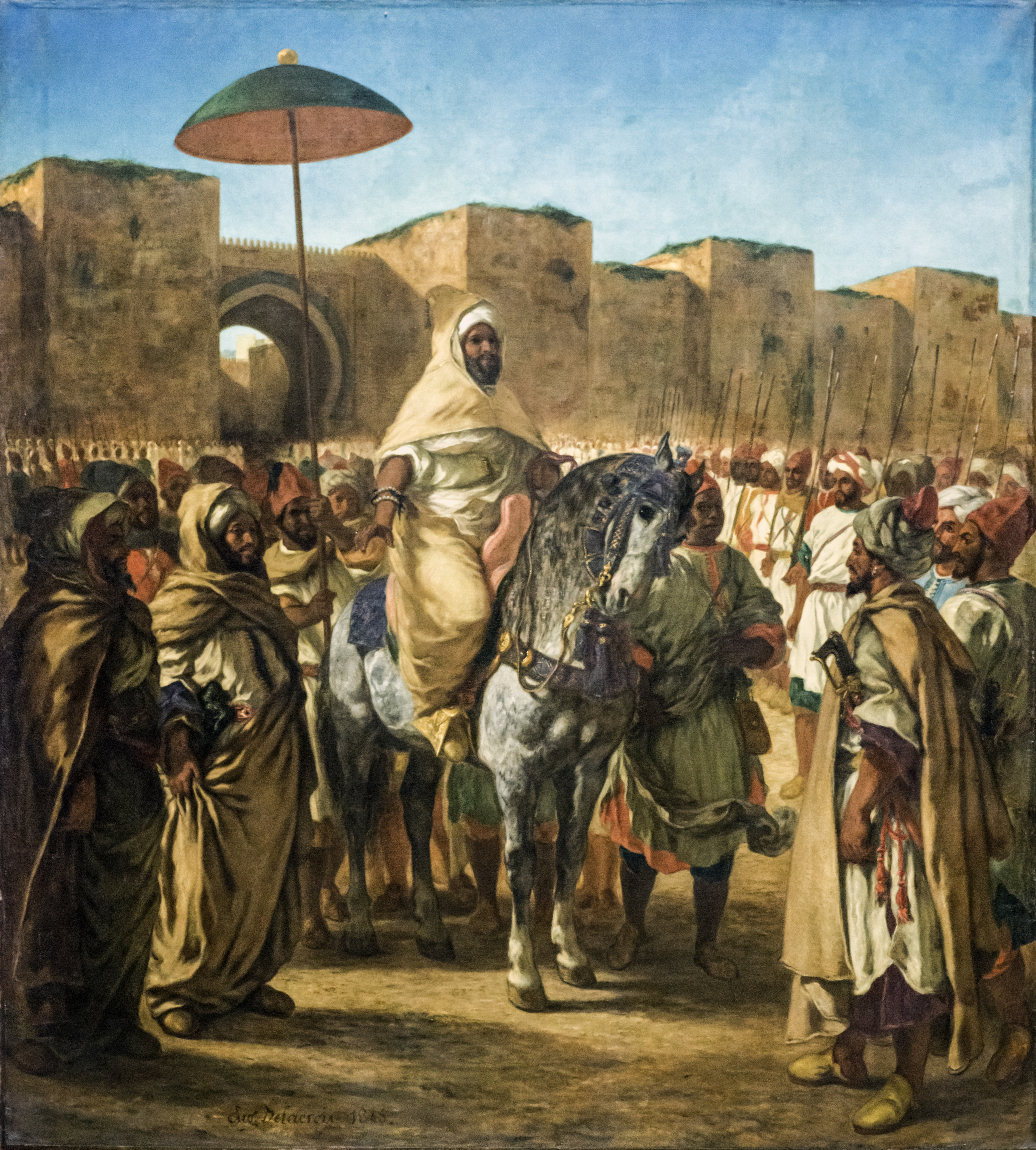
Abd al-Rahman szultán és kíséretének ábrázolása 19. század elejéről, Eugène Delacroix festménye

A marokkói-amerikai barátsági szerződés jelenleg az Amerikai Egyesült Államok legrégebbi ilyen jellegű, megszakítás nélkül érvényben lévő szerződése. John Adams és Thomas Jefferson írta alá, és 1786 óta hatályban van. Amikor az 1787-es alkotmány nyomán átszervezték az amerikai szövetségi kormányt, George Washington elnök levelet írt Szidi Mohamed szultánnak, ebben megerősítette a két ország kapcsolatait. Az Amerikai Egyesült Államok tangeri konzulátusa volt az amerikai kormány első külföldi tulajdona. Az épület jelenleg múzeum.

### Gyarmatosítás
A napóleoni háborúk után az isztambuli török kormány egyre kevésbé volt képes kormányozni Egyiptomot és Észak-Afrikát. A helyi bejek kalózkodásba kezdtek, az iparosodó európai hatalmak gyarmatosítási kísérletei egyre fenyegetőbbek lettek. A Maghreb biztos gazdagsága vonzóbb volt, mint Afrika ismeretlen vidékei, és egyébként is stratégiai jelentősége volt a Földközi-tenger nyugati kijáratának. Franciaország már az 1830-as évek elejétől erős érdeklődést mutatott. 1904-ben Franciaország és Nagy-Britannia megállapodott a befolyási övezetek felosztásáról Marokkóban. A német válasz válságot okozott 1905-ben. Ezt az 1906-ban Spanyolországban, Algecirasban tartott konferencián oldották meg, ahol elismerték Franciaország különös érdekeit és előírták, hogy Franciaország és Spanyolország közösen lépjen fel Marokkóban. A második marokkói válságot a németek provokálták ki, és növelte az európai hatalmak közötti feszültséget. Az 1912. március 30-án aláírt fezi szerződésben Marokkó Franciaország védnöksége lett. Egy hasonló szerződésben november 27-én Spanyolország lett Marokkó északi részének és déli szaharai övezetének védnöke. Tanger nemzetközi terület lett.

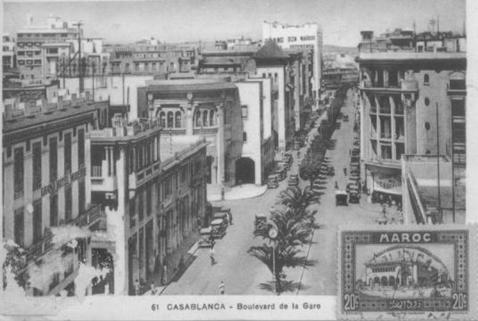
Casablanca egy útja 1920-ban, Boulevard de la Gare

Az I. és a második világháborúban is szolgáltak marokkói katonák (goumiers) a francia hadseregben. Voltak marokkói katonái a spanyol polgárháború idején a francoista hadseregnek is.
1920-ban Abd el-Krim a Spanyol Marokkó területén található Rif-hegység törzseit összefogva vereséget mért a spanyolokra. A lázadás hamarosan kiterjedt a francia részre is, de 1926-ban Pétain leverte a riff lázadást.
A nacionalista politikai pártok a II. világháború után emelkedtek fel a francia védnökségekben. Marokkó függetlensége melletti érvelésüket az Atlanti Chartára alapozták. Ez egy közös amerikai-brit nyilatkozat volt, amely egyebek mellett elismerte a népek jogát, hogy megválasszák kormányukat. Az Isztiklal (Függetlenségi) Párt 1944-es kiáltványa a legkorábbi, nyilvános függetlenségi igény. Ez a párt nevelte ki fokozatosan a nacionalista mozgalom legtöbb vezetőjét. A franciák 1953-ban Madagaszkár szigetére száműzték V. Mohammed szultánt. Utódja a népszerűtlen Mohammed ben Aarafa lett, akinek uralmát alattvalói illegitimnek tekintették. A francia védnökséggel szemben aktív ellenállás bontakozott ki az ország minden vidékén. A legnevezetesebb Oujda esete, ahol a marokkóiak az utcán támadták meg a franciákat és más európaiakat. 1955. október 1-jén indultak meg az újonnan felállított "jais al-tahrir" (Felszabadítási Hadsereg) hadműveletei. Ez felállította Kairóban a "Comité de Libération du Maghreb Arabe" (Az Arab Maghreb Felszabadító Bizottsága) nevezetű szervezetet. Egyiptom részt vett a megszállás elleni mozgalomban. A Bizottság célja V. Mohammed király hazatérésének kikényszerítése volt, Algéria és Tunézia felszabadításával együtt. 1955-ben a franciák beleegyeztek V. Mohammed visszatérésébe és a következő év elején tárgyalások kezdődtek a marokkói függetlenségről.

### Függetlenség
1956. március 2-án Franciaország megállapodott a marokkói szultánnal a függetlenségről, majd április 7-én a spanyolok is lemondtak a védnökségről. Marokkó 1969 júniusában II. Hasszán alatt egységes független királysággá alakult az északi spanyol, a déli francia és Tanger nemzetközi fennhatóság alatt álló területek egyesítésével.
1975 óta megszállás alatt tartja a korábbi spanyol gyarmatot, Nyugat-Szaharát. 1984-ben kilépett az Afrikai Egységszervezetből (ma Afrikai Unió), de 2017. január 30-án újra csatlakozott a szervezethez. Az 1990-es években végrehajtott politikai reformok nyomán 1997-ben kétkamarás parlamentet állítottak fel. Marokkó nem tagja a NATO-nak, de 2004 júniusában szövetségese lett az Amerikai Egyesült Államoknak. Ugyanakkor szabadkereskedelmi megállapodást írt alá az Egyesült Államokkal és az Európai Unióval.

### Arab tavasz
A 2011 elején kezdődött arab tavasz során békés tüntetések zajlottak az országban, aminek következtében az uralkodó népszavazást hirdetett meg az év július 1-jén az alkotmány módosításáról. Az ellenzék azonban vitatta később ennek szabályszerűségét, hitelességét, mivel a 20 millió helyett csak 13 millióan szavazhattak, és a szavazóhelyiségekben nem kérték el az azonosító okiratokat.

## Államszervezet és közigazgatás

### Alkotmány, államforma
A mai alkotmányt 1996-ban fogadták el. Ez kimondja, hogy Marokkó államformája demokratikus, szociális alkotmányos monarchia. Egy 2014-es demokrácia index szerint Marokkóban tekintélyuralmi (autoriter) rendszer működik.
A király az alkotmány szerint domináns szerepet tölt be. VI. Mohammed az ország államfője. Ő nevezi ki az ország miniszterelnökét és ő oszlathatja fel a parlamentet. Új választásokat is ő írja ki. A hadsereg főparancsnoka is egyben.
A 2011 elején kezdődött békés tüntetések nyomán az uralkodó népszavazást hirdetett meg az év július 1-jén az alkotmány modósításáról. A népszavazás sikeres volt, így megváltozott az alkotmány.

### Törvényhozás, végrehajtás, igazságszolgáltatás
A parlament az 1996-os reform után 2 kamarás lett. Az alsóház neve a népgyűlés, a felsőházé szenátus. 325 főből áll a népgyűlés, akiket 5 évre választanak. A népgyűlésben 30 nő is helyet foglal. A szenátus 270 főből áll. A szenátus a különböző helyi és regionális tanácsokból áll össze. A szenátus harmada 3 évre van megválasztva, tehát minden 3. évben újraválasztják a szenátus harmadát.
Korábban a miniszterelnököt a király önhatalmúlag választhatta ki, a 2011-es reformok óta azonban a választásokon győztes politikai párt jelöltjét nevezi ki. A parlamentet is a miniszterelnök oszlathatja fel, minisztereket nevezhet ki, válthat le.

### Politikai pártok
Főbb pártok a 2021-es választások után:
- Az Igazság és Fejlődés Pártja – PJD (arab: حزب العدالة والتنمية, francia: Parti de la justice et du développement), jobboldali, iszlamista párt
- A Hitelesség és Modernitás Pártja – PAM (arab: حزب الأصالة والمعاصرة, francia: Parti authenticité et modernité), balközép párt

### Közigazgatási beosztás
Marokkó 2015 óta 12 régióra oszlik, illetve ezek 75 további felosztása: 13 prefektúra és 62 tartomány.

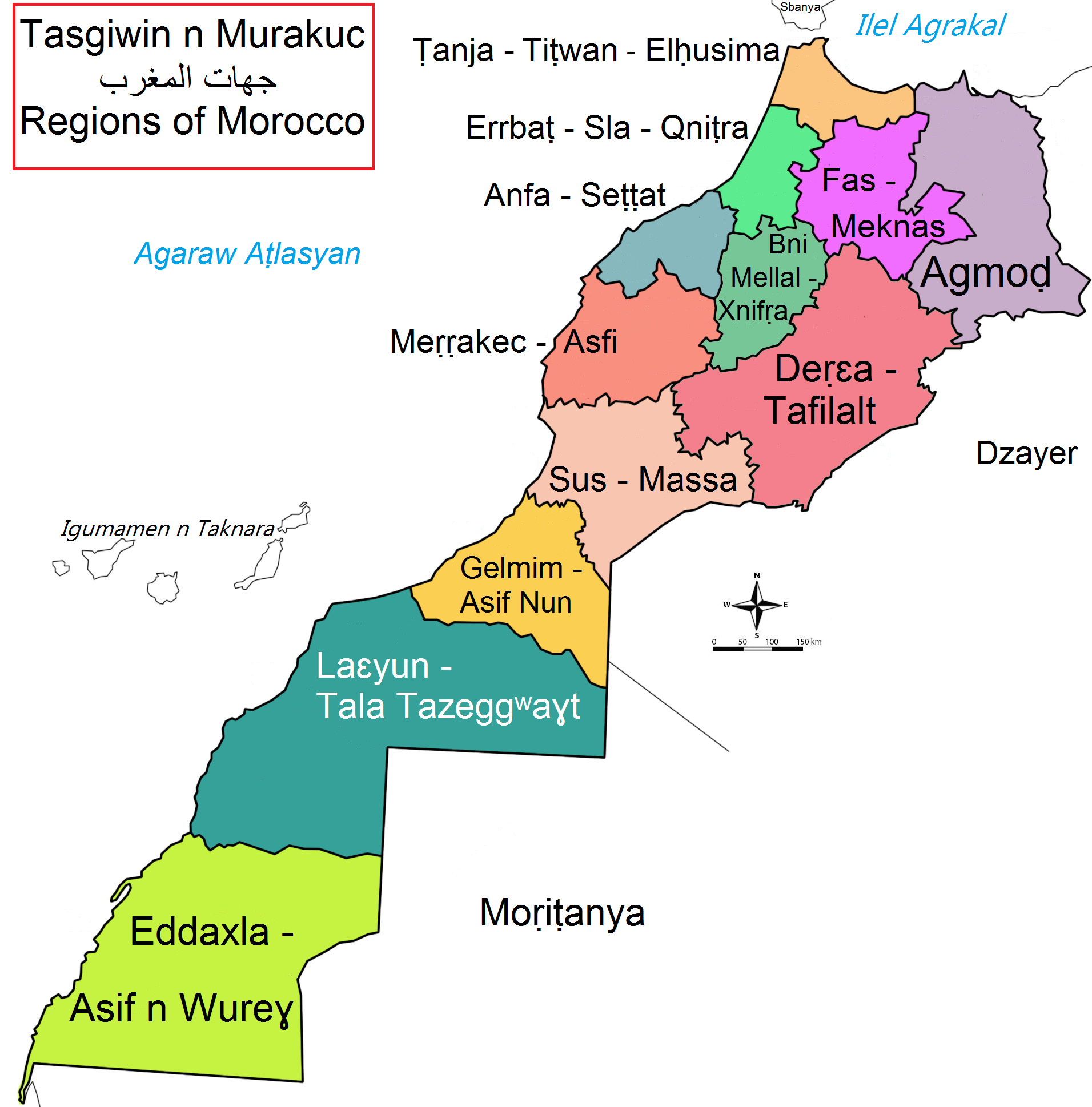
Marokkó és Nyugat-Szahara régiói a berber nevükkel

Marokkó 12 régiója:

| Térkép szám | Régió                     | Főváros     |
| ----------- | ------------------------- | ----------- |
| 1           | Tanger-Tetouan-Al Hoceima | Tanger      |
| 2           | Keleti                    | Vuzsda      |
| 3           | Fès-Meknès                | Fès         |
| 4           | Rabat-Salé-Kénitra        | Rabat       |
| 5           | Beni Mellal-Khénifra      | Beni Mellal |
| 6           | Casablanca-Settat         | Casablanca  |
| 7           | Marrakesh-Safi            | Marrákes    |
| 8           | Drâa-Tafilalet            | Errachidia  |
| 9           | Souss-Massa               | Agadir      |
| 10          | Guelmim-Oued Noun         | Guelmim     |
| 11          | Laâyoune-Sakia El Hamra   | Laâyoune    |
| 12          | Dakhla-Oued Ed-Dahab      | Dakhla      |

### Védelmi rendszer
Marokkó légvédelmét rendszeresen erősíti a Francia Légierő expedíciós erői is, rendszerint ezred, vagy két-három repülőszázad kötelékben. Ezt indokolja a szomszédos Algéria instabil belpolitikai állapota és a 2000-es évektől induló fegyverkezési programjai is.

## Népesség
A népsűrűség egyenlőtlen: a lakosok 2/3-a az ország északnyugati-északi részén él. A legnagyobb a népsűrűség az Atlanti- és a Földközi-tenger partjain, továbbá néhány agglomerációban az Atlasz-hegységben.
Az üzleti élet és az ipar központja Casablanca, ami egyben jelentős kikötő is. Rabatban székel a kormány. Tanger a legjelentősebb kikötőváros; az átjáró Marokkóból Spanyolországba. Fez kulturális és vallási központ. A dominánsan „berber” Marrákes az egyik turistaközpont.
Marokkó az elmúlt lassan félévszázad alatt több tízezer állampolgárát telepítette Nyugat-Szaharába, amellyel nemzetközi egyezményeket hágott át. A telepítések és a betelepülések napjainkban is tartanak, így a nyugat-szaharai marokkói lakosság száma továbbra is növekszik.

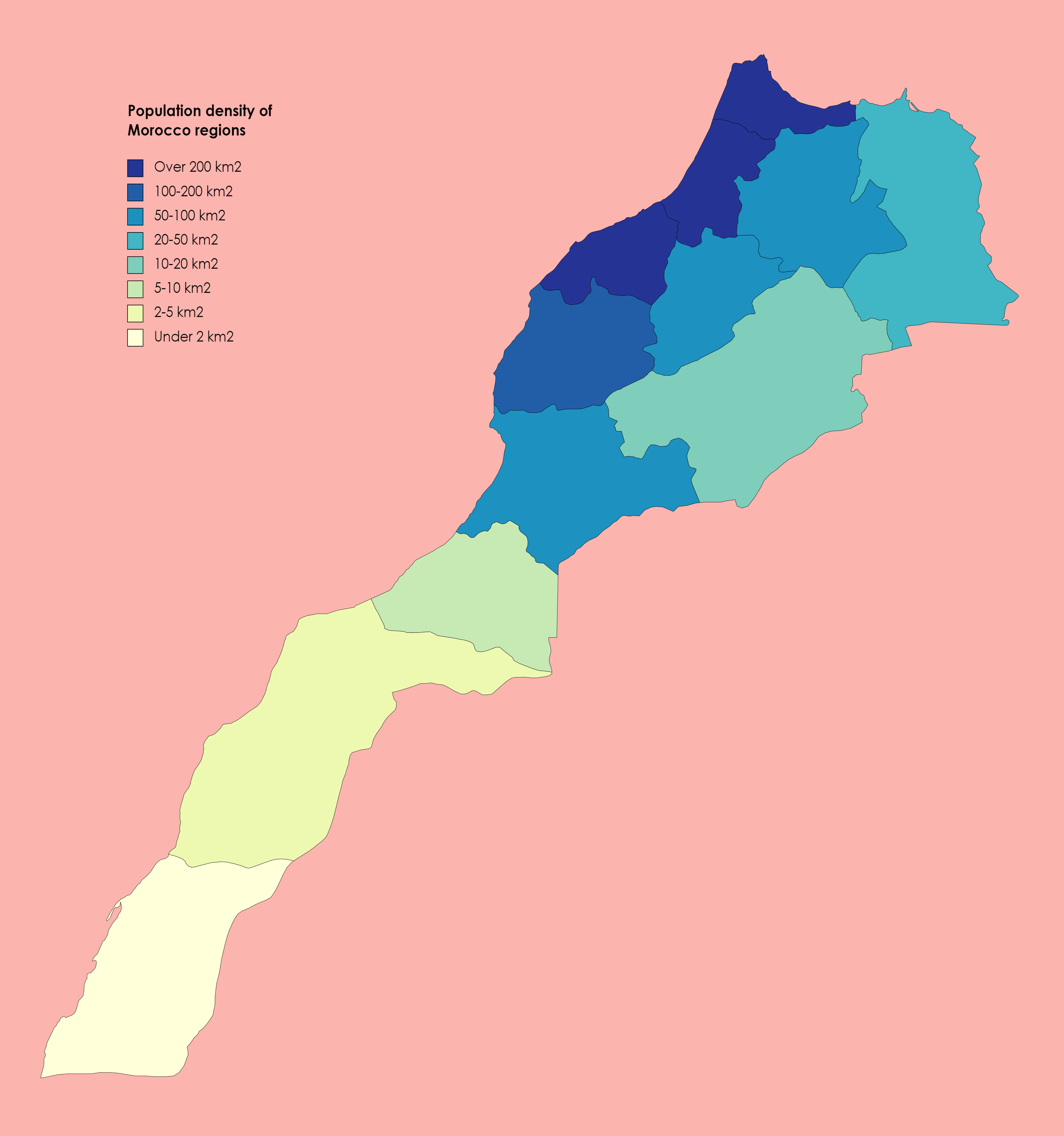
Marokkó népsűrűsége 2014-ben

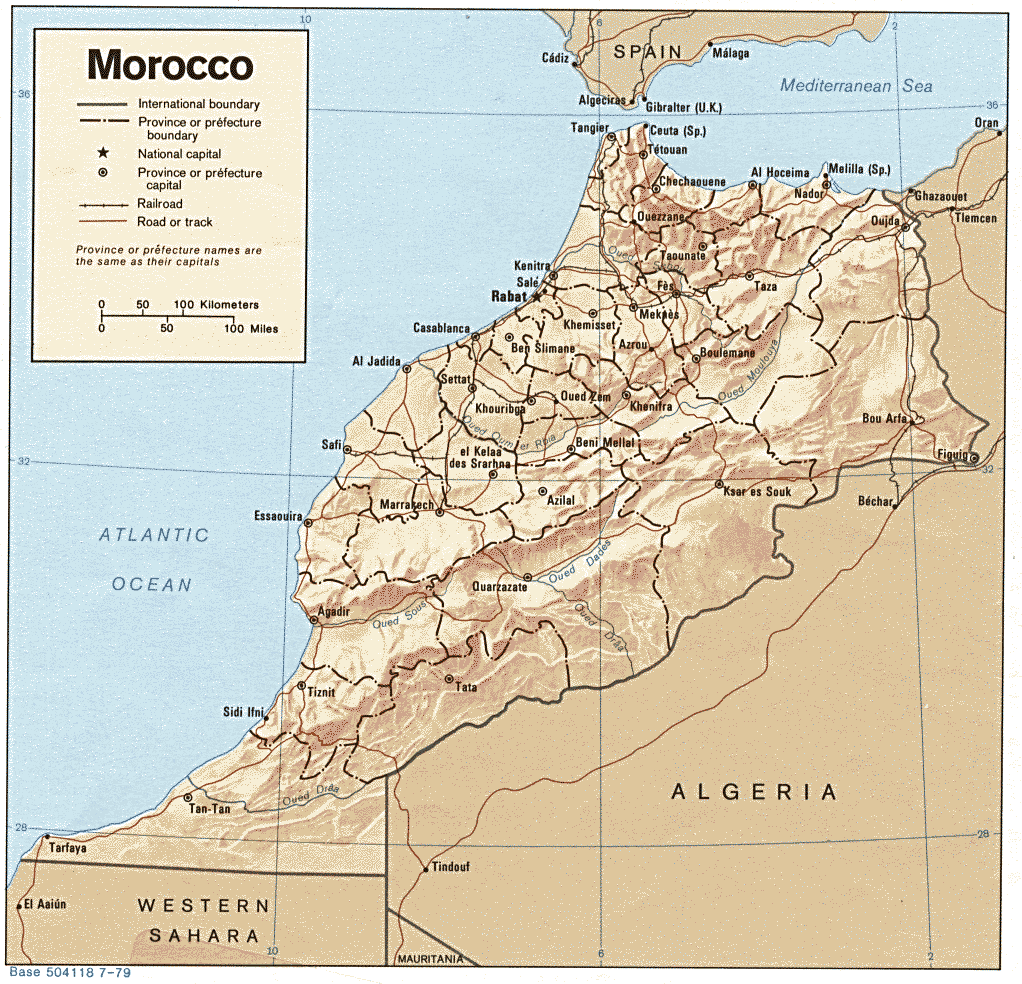
Főbb települések

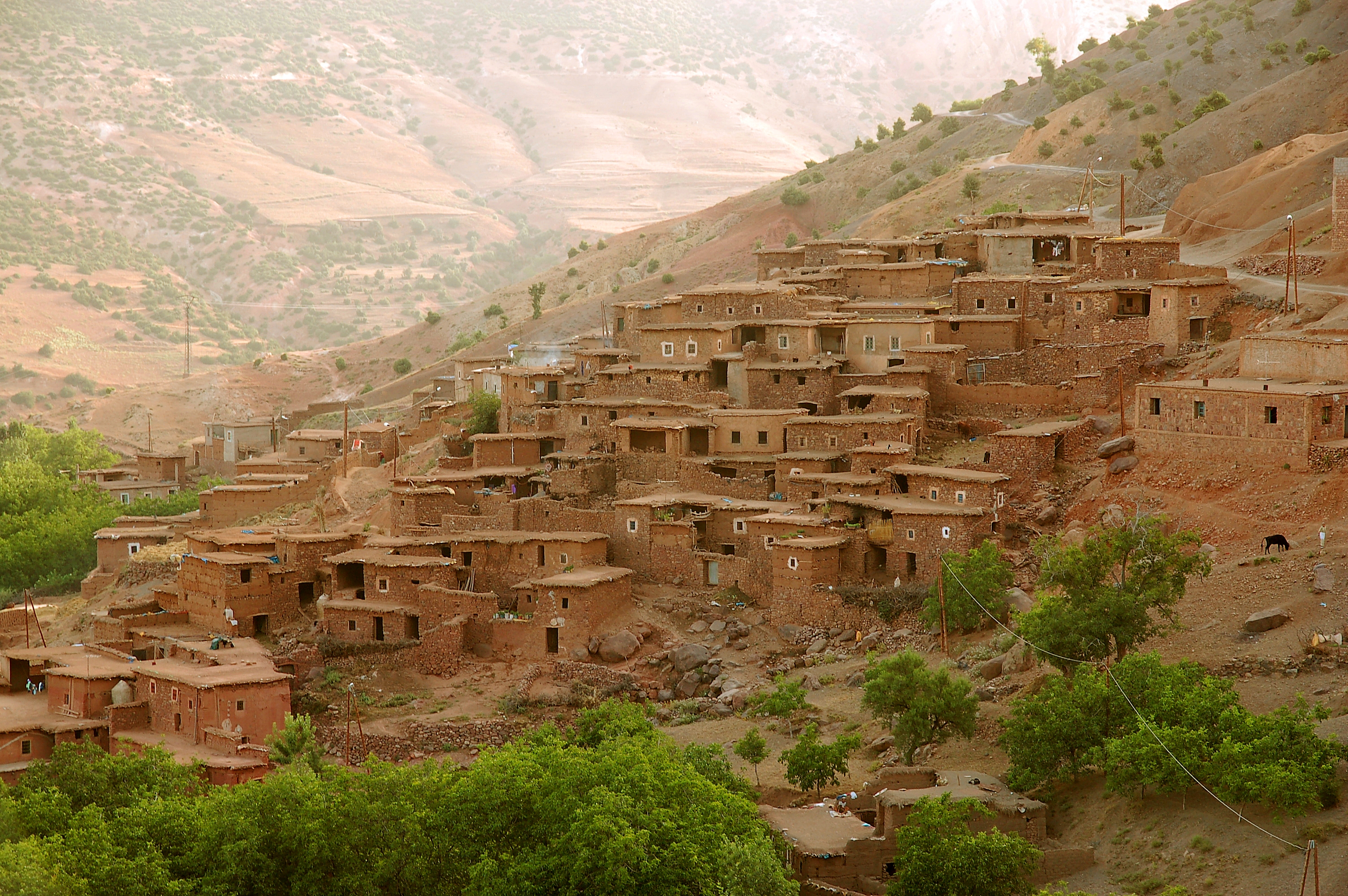
Tipikus falu a Magas-Atlaszban

### Általános adatok
- Születéskor várható átlagos élettartam (2016): 76,9 év; férfiak: 73,8 év, nők: 80,1 év [30]
- A lakosság 60%-a városi lakos (2015) [30]

### Legnépesebb települések
A legnagyobb várostömörülések: Casablanca, Rabat-Salé, Fez, Marrakech, Tanger.

### Etnikai megoszlás
Marokkó lakosságát nagyobbrészt arabok (68%) és berberek (25,6%) alkotják. A lakosság egy kis része még mindig nomád, ill. félnomád életet él – ők inkább berberek. A berberek főleg az ország déli területein élnek.
A 2014. évi marokkói népszámlálás szerint körülbelül 84 ezer bevándorló volt az országban. Ezen külföldi származású lakosok közül a legtöbb francia származású volt (tanár, mérnök, technikus stb.), őket számban főleg nyugat-afrikai és algériai személyek követték.

#### Diaszpórák
Marokkónak nagy a diaszpórája, amelynek nagy része Franciaországban található, ahol valószínűleg több mint egymillió marokkói vagy onnan származó egyén él. Nagy marokkói közösségek vannak Spanyolországban is (legalább 700 ezer), Hollandiában (min. 360 ezer) és Belgiumban (300 ezer). Más nagy közösségek találhatók Olaszországban, Kanadában, az Egyesült Államokban és Izraelben.

### Nyelvi megoszlás

Marokkói arab és a berber nyelvek elterjedése és a különféle dialektusok

Az ország hivatalos nyelve az arab és a berber.
A marokkói arab nyelvjárások csoportját maghrebi arab (darizsa) néven emlegetik. A teljes népesség kb. 90 % -a képes kommunikálni bizonyos fokig marokkói arab nyelven.
A berber nyelvet több nyelvjárásban is beszélik: taselhit, tamazight, ghomara, tarifit, senhaja de srair.
A franciát széles körben használják a kormányzati intézményekben, a médiában, a közepes és nagyvállalatokban, a francia nyelvű országokkal folytatott nemzetközi kereskedelemben, és gyakran a nemzetközi diplomáciában is. Minden iskolában kötelező nyelvként tanítják. 2010-ben 10 millió ember beszélte valamilyen szinten Marokkóban, vagyis a lakosság mintegy 32%-a.

### Vallási megoszlás
A népesség vallási hovatartozását a Pew Forum 2010-ben 99%-ban muszlimnak becsülte, az összes többi csoport a lakosság max. 1%-át adta.
Az ország hivatalos vallása a málikita rítusú szunnita iszlám.
Az iszlám domináns szerepe ellenére egy 2019-es felmérés alapján a népesség csaknem 15 %-a vallotta magát valláson kívülinek.
A keresztények a marokkói lakosság max. 1% -át adják, zömük római katolikus.
A három nagy világvallás közül a zsidó a legősibb, ma már viszont elenyésző a számuk. Már a római korban voltak zsidó bevándorlók. Volubilisben héber írást találtak egy sírkövön. Sokan közülük aranyművesek voltak, és ők rendelkeztek a brokátkereskedelem monopóliumával. Nagy számú zsidó lakosság élt Fèsben, Marrakechben, Sefrou-ban, Ouazzane-ban, Essaouirában. 237 813 zsidó vándorolt ki Izraelbe 1948 és 1967 között.

#### A római katolikus egyház Marokkóban
1976. június 4-én VI. Pál pápa fogadta az Apostoli Szentszéken II. Hasszán marokkói király követét.
II. János Pál pápának küldött 1983. december 30-i levelében II. Hasszán király hivatalosan elismerte a római katolikus egyház jelenlétét és működését Marokkóban.
1985. augusztus 19-én II. János Pál Marokkóba látogatott II. Hasszán király meghívására.
VI. Mohammed király meghívására Marokkóba látogatott Ferenc pápa 2019. március 30-31-én.
Női és férfi szerzetesrendek működnek Marokkó több városában: Klarisszák (Casablanca), Szeretet misszionáriusai (Casablanca), Ferences rend (Rabat, Meknès, Marrakech), Szalézi rend (Kénitra), Trappisták (Midelt), Jézus Szent Szíve misszionáriusai (Taza), Mária szeplőtelen szívének leányai (Rabat), Ferences harmadrendi nővérek (Rabat, Marrakech), Ferences Mária misszionárius nővérek  (Rabat, Casablanca, Ouarzazate, Meknès, Midelt), Jézus kistestvérei női szerzetesközösség (Rabat, Casablanca, Fez), Jézus és Mária szent szívének nővérei (Casablanca, Marrakech).

## Gazdaság

### Általános adatok
Nominális GDP-je szerint Marokkó gazdasága az 5. legnagyobb Afrikában. A Világgazdasági Fórum Észak-Afrika legversenyképesebb gazdaságaként értékelte 2014–2015-ös afrikai jelentésében. A gazdaság fő forrásai a mezőgazdaság, a foszfátipar és az idegenforgalom.

### Gazdasági ágazatok

#### Mezőgazdaság
Bár területének csak 20%-a áll művelés alatt, a mezőgazdaság máig fontos szerephez jut: a foglalkoztatottaknak 34%-ának nyújt megélhetést. Legfontosabb terményei a gabonanövények [búza, árpa] mellett a burgonya, cukorrépa valamint az exportorientált mediterrán mezőgazdaság termékei: zöldség és gyümölcsfélék, paradicsom, dinnye, szőlő, datolya, olíva, narancs.
A Szebu-medence (Gharb) az öntözéses mediterrán gazdálkodás és a száraz művelésű gabonatermesztés egyik fellegvára. A medencéhez csatlakozó parti síkság gabonaföldjein télen búzát, nyáron kukoricát, árpát és kölest termesztenek, a kertekben primőröket és gyümölcsöket termesztenek. A primőrök csaknem egy hónappal hamarabb érnek be, mint az európai Mediterráneum területén. Marokkó a világ egyik legnagyobb narancsexportőre. 
Állattenyésztésben (döntően extenzív pásztorkodás) a juh állományé a vezető szerep. Az ország 47%-án legeltetés folyik.[forrás?]
Az ország a világ egyik legjelentősebb parafa exportőre. A Rabattól északra húzódó Mamora-erdő foglalja magába az ország paratölgy állományának felét.
A Rif-hegység területén jelentős a kendertermesztés, melyből hagyományos módszerrel hasis készül. Az itt megtermelt hasis túlnyomó része Európába kerül. Egyes becslések szerint Marokkó a világ hasistermelésének 20%-át adja.
Marokkó őshonos fája az argán, melyből argánolajat készítenek, amit elsősorban bőrápolásra használnak. Marokkó argántermesztésben világmonopóliumot élvez.

#### Ipar
Az ipar és a bányászat az éves GDP körülbelül egyharmadát adja.
Foszfátipar
Marokkó a világ harmadik legnagyobb foszfáttermelője (az Egyesült Államok és Kína után). A foszfát áringadozása nagyban befolyásolja Marokkó gazdaságát. Készletei a világ szükségleteit évszázadokra fedezni tudják. A világ foszfátkészleteinek 75 százalékával rendelkezik.
Marokkó a világ első foszfátexportőre (a globális piac 28% -a) és harmadik legnagyobb gyártó (a globális termelés 20% -a). 2005-ben Marokkó 27 254 millió tonna foszfátot és 5895 millió tonna foszfát-származékot termelt.
A foszfátbányászat állami tulajdonban van.
Egyéb iparágak
Iparában a textilipar, vegyipar, élelmiszeripar, bőrgyártás, gépgyártás (összeszerelő-javító üzemek) játsszák a vezető szerepet. Hagyományos kézműiparának termékei a kerámiák, gyapjúszőnyegek, réz- és fa-, valamint bőráruk.
A textilipar Marokkóban jelentős iparágat alkot. Az Európai Unió Marokkó legnagyobb partnere a textil- és ruházati cikkek tekintetében. Franciaország 2010 táján a harisnyák 46%-át, az alap textilek 28,5%-át és a készruhák 27,6%-át importálja Marokkóból.
Az autóipar Marokkó egyik vezető exportágazata, és Afrika egyik fő autógyártója. Két nagy "hagyományos" autógyártóval rendelkezik: a Renault és a Peugeot, míg a kínai BYD vállalat úttörő szerepet játszik az elektromos autók terén.

#### Kereskedelem
Külkereskedelme:
Fő árucikkek:
- Export: Az export mintegy harmada mezőgazdasági cikkekből (citrusfélék, zöldség, parafa stb.) és halból származik. További áruk: ruházati és textilcikkek, gépjármű, elektromos alkatrészek, szervetlen vegyi anyagok, tranzisztorok, nyers ásványi anyagok, műtrágyák (beleértve a foszfátok), kőolajtermékek.
- Import: nyers kőolaj, textilanyag, távközlési berendezések, búza, földgáz, villanyáram, tranzisztorok, műanyag

Fő külkereskedelmi partnerek 2019-ben:
- Export:  Spanyolország 23%,  Franciaország 19%
- Import:  Spanyolország 19%,  Franciaország 11%, Kína 9%, Egyesült Államok 7%, Németország 5%, Törökország 5%, Olaszország 5%

#### Az országra jellemző egyéb ágazatok
Turizmus

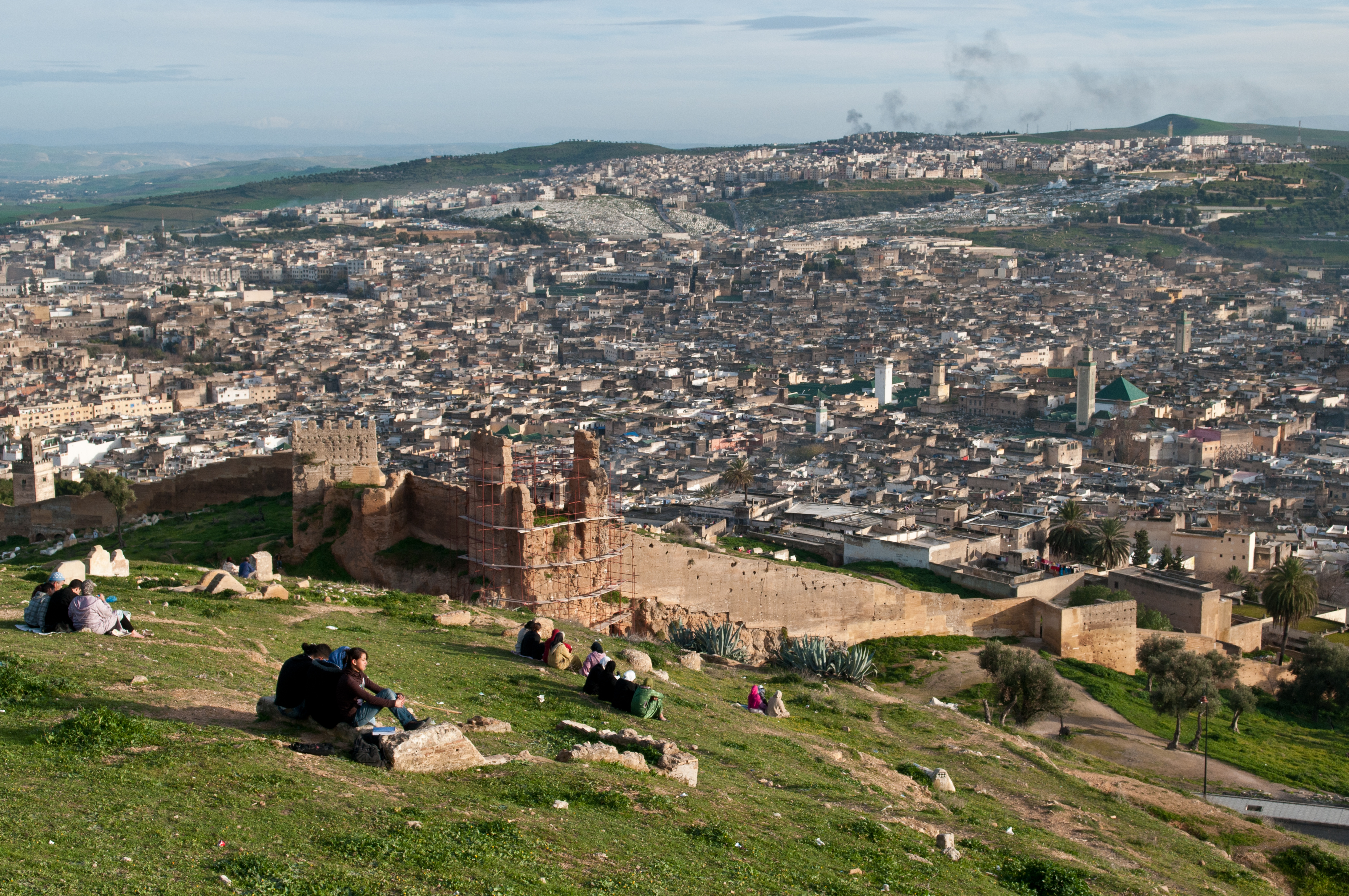
Fez óvárosa

A turizmus a marokkói gazdaság egyik legfontosabb ágazata. Jól fejlett, erős turisztikai iparral rendelkezik, amely az ország partvidékére, kultúrájára és történelmére összpontosít. Marokkó több mint 13 millió turistát vonzott 2019-ben. A turizmus a második legnagyobb devizát adó ágazat a foszfátipar után. A marokkói kormány jelentős összegeket fektet be az idegenforgalom fejlesztésébe. A Marokkóba látogatók többsége továbbra is európai, és a francia állampolgárok teszik ki az összes látogató közel 20%-át. Az európaiak többsége április és augusztus között látogat ide.
2006-tól kezdve az Atlasz- és a Rif-hegységben a tevékenységi és kalandturizmus a leggyorsabban növekvő terület az ágazatban. Ezeknek a helyszíneknek kiváló gyalogos és túrázási lehetőségei vannak március végétől november közepéig. A kormány Tunéziával versenyezve egyben fejleszti a sivatagi turizmust is.
A turizmus nagymértékben hozzájárul más ágazatok újabb fellendüléséhez is. Segíti a kézművesipar (szőnyegek, bőráruk) virágzását.
Kábítószer

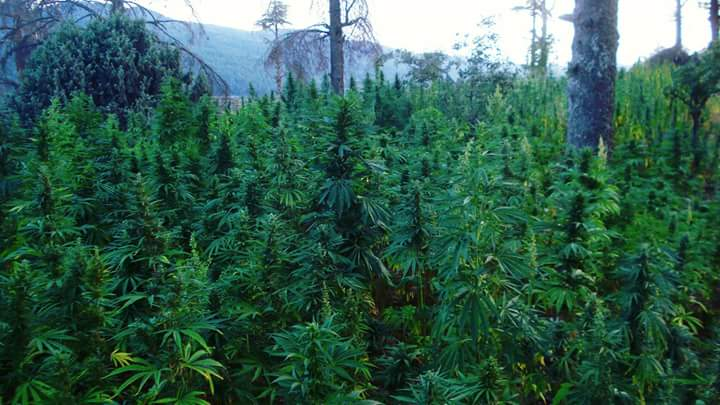
Kannabiszültetvény Marokkóban

A Rif régióban a 7. század óta termesztenek kannabiszt. Az ENSZ kábítószer-ellenes csoport 2004-es világjelentése szerint a kannabisz termesztése és átalakítása 2002-ben Marokkó nemzeti GDP-jének 0,57%-át teszi ki. A francia belügyminisztérium 2006. évi jelentése alapján az Európában elfogyasztott kannabisz gyanta (hasis) 80 %-a a marokkói Rif régióból származik. Emellett Marokkó a Dél-Amerikából származó, Nyugat-Európába irányuló kokain átutazási területe.

## Közlekedés

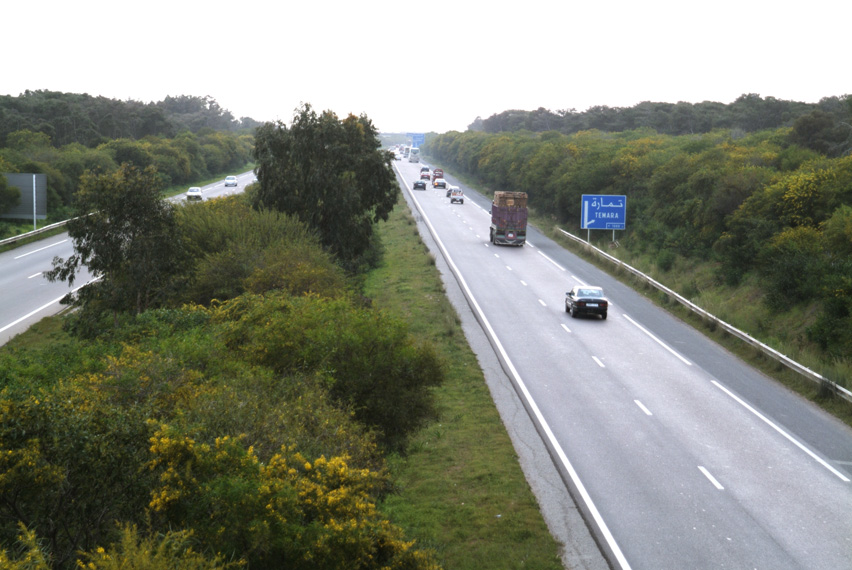
Az A3-as autópálya Casablanca és Rabat között

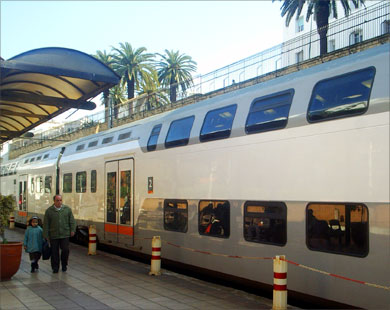
Emeletes vonat Rabat állomásán

A világ egyik legbalesetveszélyesebb országa. A marokkói költségvetés 2,5%-át teszik ki a balesetek miatti kórházi, helyszínelési, stb. költségek.

### Közút
Az országban 2010-ben kb. 58 400 km a úthálózat, ebből 41 000 km burkolt. 2016-ban 1800 km a gyorsforgalmi (fizetős) utak hossza.
A városok útjai zsúfoltak.

### Vasút
A vasút hossza 1900 km. Több mint 1000 km villamosított. A vasútvonalak többsége az Atlanti-óceán mellett húzódik.

#### Vízi közlekedés
Fő kikötők: Tanger, Casablanca; jelentős még: Jorf Lasfar, Mohammédia, Safi, Agadir, Laayoune.

### Légi közlekedés
Casablancában, Tangerben, Rabatban, Tetuánban, Al Hoceïmában, Fezben, Vuzsdában, Marrákesben, Ouarzazate-ban, Szavírában, Agadirban és Nadorban található nemzetközi repülőtér.

## Telekommunikáció
| Hívójel prefix | CN, 5C-5G |
| ITU zóna       | 37        |
| CQ zóna        | 33        |

## Kultúra
Marokkó egy többnemzetiségű ország, gazdag kultúrával és igen régi civilizációval. A történelme során keletről (föníciaiak, zsidók, arabok), délről (szubszaharai Afrika) és északról (rómaiak, vandálok stb.) érkező népek alakították a kulturális életét. Mindezek a csoportok hatással voltak a társadalmi szerkezetére, szokásaira, vallására, beleértve a judaizmust, a kereszténységet és az iszlámot.

### Gasztronómia

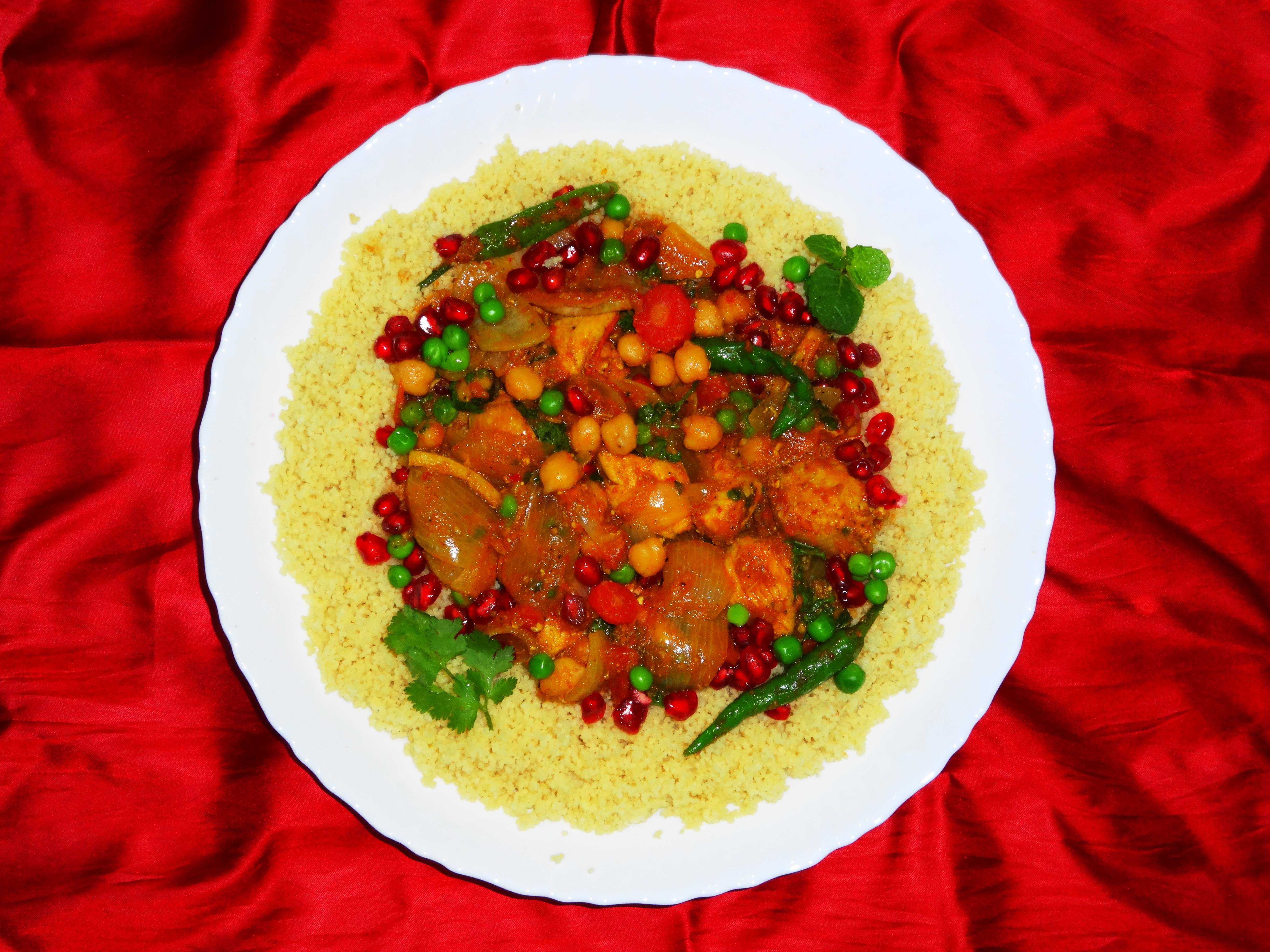
Marokkói kuszkusz csirkével.

Marokkó területén a konyhaművészet a Kr. e. 7. századig nyúlik vissza. Azóta a különböző népekkel és kultúrákkal való találkozások során számos külső elem ötvöződött benne, így berber, arab, andalúz, majd később minimális mértékben spanyol és francia is. Szintén kisebb mértékben belső-szaharai hatás is megfigyelhető. A legtöbb közös vonása a közel-keleti gasztronómiával van.
Az alapvető összetevők közül a legfőbb húsok a marha, kecske, birka, baromfi, amit kiegészítenek hallal és a tenger gyümölcseivel. Széles a választék mediterrán gyümölcsökben, zöldségekben és egyéb trópusi termékekben. A jellegzetes ízek közé tartozik a citromos savanyúság, az argánolaj, a tartósított vaj, az olívaolaj és az aszalt gyümölcsök.
A legalapvetőbb gabonafélék a rizs és búza, amelyek a kuszkusz alapanyagai. Dél-Marokkóban a 20. századig a legjelentősebb gabonaféle az árpa volt.
A szőlő gyakran szolgál desszertként. Az országban bort is termelnek, az iszlám vallás ellenére sokan fogyasztanak bort. Hagyományosan vajjal és állati zsírral főznek, de az utóbbi időben egyre nagyobb az olívaolaj szerepe.
Leggyakoribb fűszerek a fahéj, kömény, kurkuma, gyömbér, paprika, koriander, sáfrány, szerecsendió, szegfűszeg, édeskömény, ánizs, cayenne, fűszerkömény, görögszéna, szezám és fekete bors. Gyakran használnak mentát, petrezselymet, borsmentát, oregánót, majorannát, vasfüvet, zsályát, nemes babért.

## Turizmus

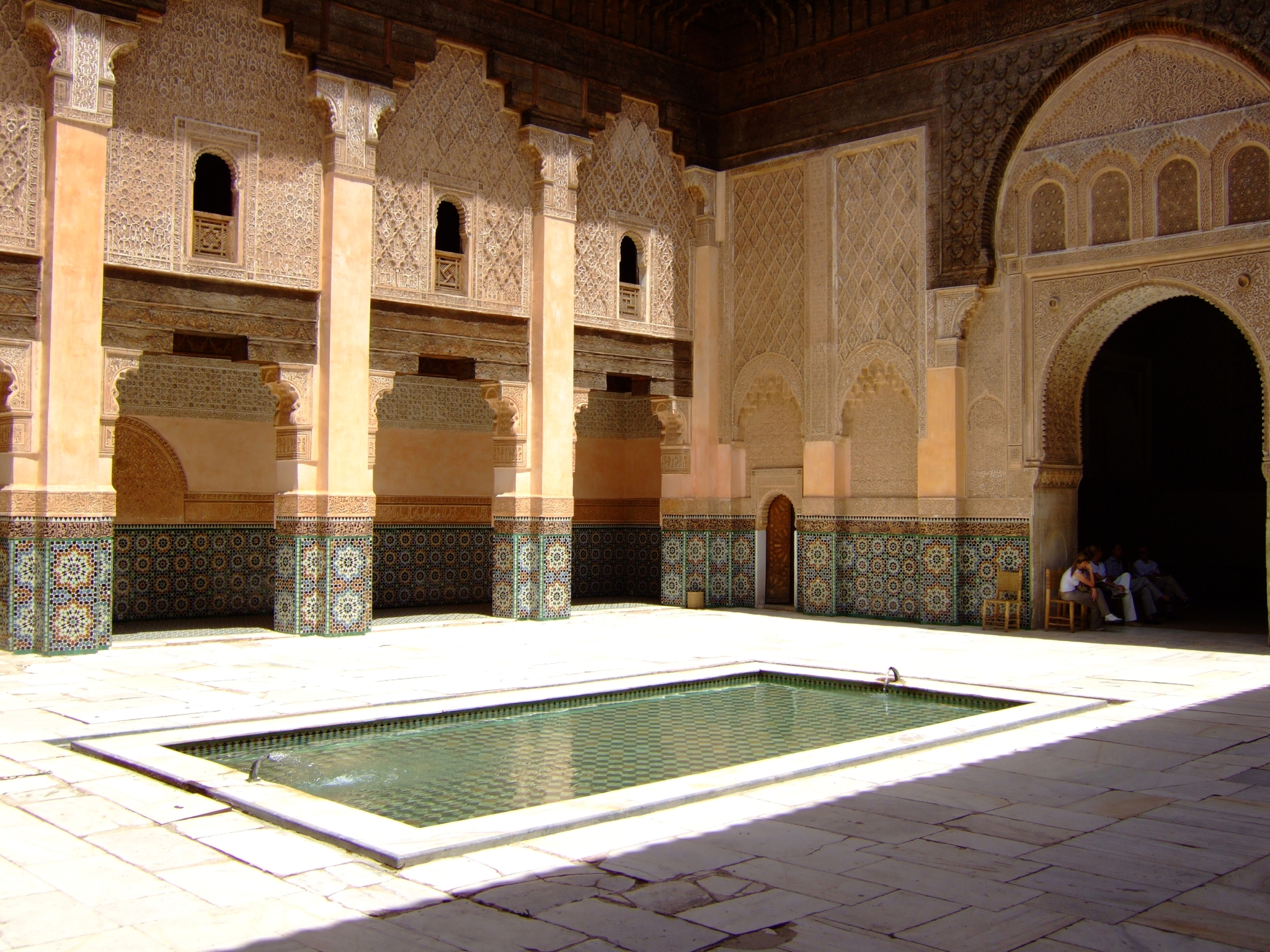
A Ben Youssef madraszának belső udvara, Marakesh

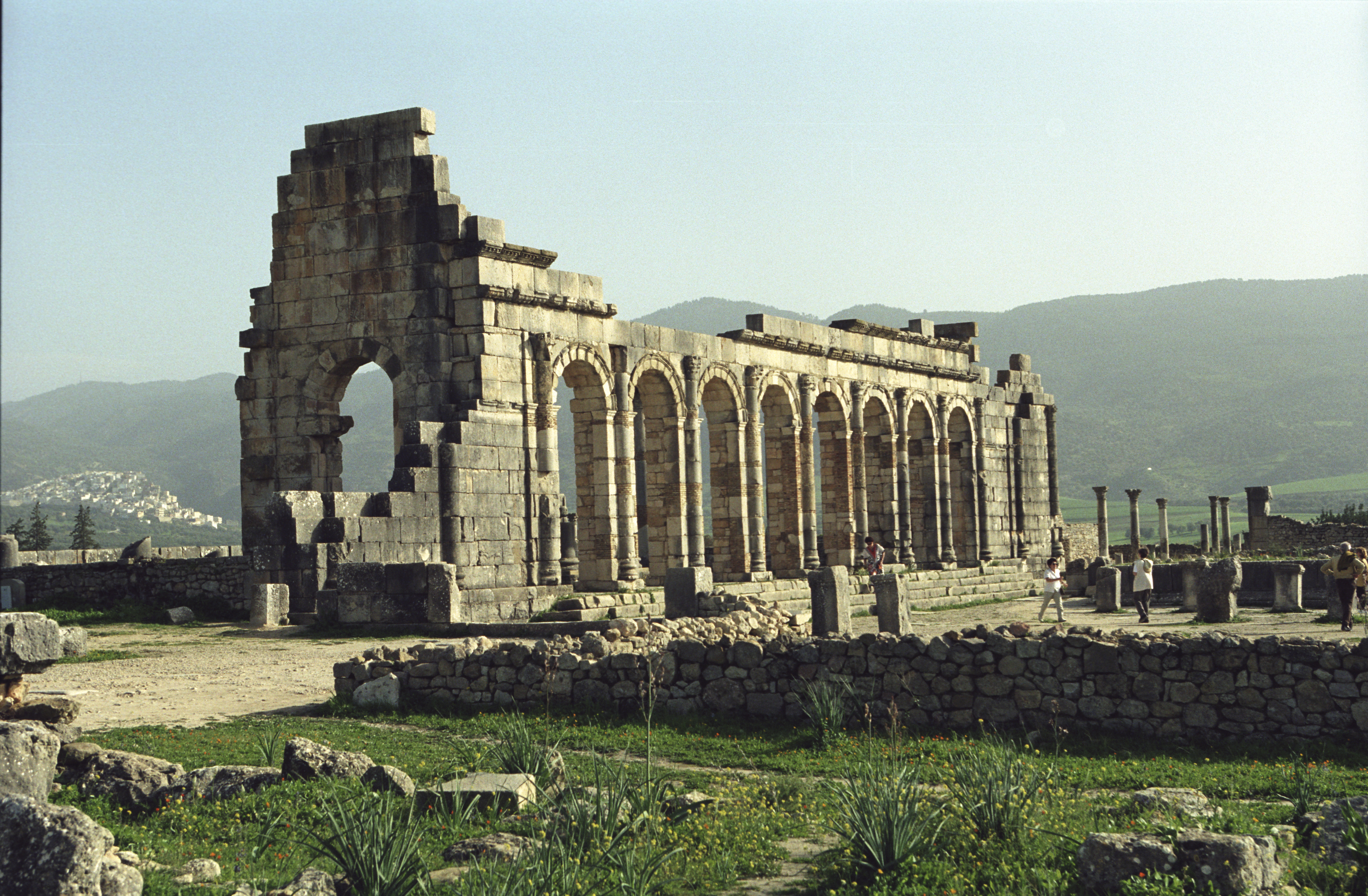
Volubilis római kori romjai

### Főbb látnivalók
- Tanger, Fez, Marrákes, Meknesz és Rabat városok
- Volubilis és Lixus romjai
- Ájit Benhaddu (Aït Benhaddou)
- Sefsáven (Chefchaouen), egyike az ország legszebb városainak
- A Rif-hegység
- A Dádesz-szurdok
- A Draa-völgy
- Tafraoute (Táfraut)
- Taroudant (Tárudánt)
- A berber erődített falvak (kszar) az Atlaszban

## Sport

### Labdarúgás
Labdarúgó válogatottja a 2022-es világbajnokságon az afrikai nemzetek közül a labdarúgás történetében először jutott a legjobb négy közé.

## Ünnepek

### Munkaszüneti napok
| Dátum             | Név                     | Helyi név                  | Megjegyzés                        |
| ----------------- | ----------------------- | -------------------------- | --------------------------------- |
| Muharram 1        | Iszlám újév             | Fatih Muharram             |                                   |
| Rabi' al-awwal 12 | Maulid                  | Eid Al Mawled              |                                   |
| Shawwal 1         | Eid ul-Fitr             | Eid Sghir                  |                                   |
| Dhu al-Hijjah 10  | Áldozati ünnep          | Eid Kbir                   |                                   |
| Jan 1             | Újév                    | Ras l' âm                  |                                   |
| Jan 11            | Függetlenségi kiáltvány | Takdim watikat al-istiqlal |                                   |
| Máj 1             | Munka ünnepe            | Eid Ash-Shughl             |                                   |
| Júl 30            | Koronázási ünnep        | Eid Al-Ârch                |                                   |
| Aug 14            | Dahab-nap               | Zikra Oued Ed-Dahab        |                                   |
| Aug 20            | A forradalom napja      | Thawrat al malik wa shâab  |                                   |
| Aug 21            | A fiatalság napja       | Eid Al Chabab              | VI. Mohammed király születésnapja |
| Nov 6             | "A zöld március" (1975) | Eid Al Massira Al Khadra   |                                   |
| Nov 18            | A Függetlenség napja    | Eid Al Istiqulal           | Nemzeti ünnep                     |

### Újságok
- allAfrica – Morocco
- Maghreb Arabe Presse
- The North Africa Journal